# Направления индуизма
Индуизм включает в себя много течений и философских школ, которые принято относить к одному из направлений индуизма.
Индуизм является очень разнообразной и сложной религией. Каждому направлению в индуизме присущ набор богатых религиозных практик. В индуизме принято выделять четыре основных направления:
- Вишнуизм
- Шиваизм
- Смартизм
- Шактизм

Все эти четыре направления имеют общие ритуальные практики, верования, традиции и концепции личностного Бога, но каждое из них исповедует свою собственную философию, разные способы достижения конечной цели жизни — мокши (освобождения) и имеет разные взгляды на Бога и девов. Каждое направление следует разным методам самоосознания и поклоняется разным аспектам или формам Верховной личности Бога. Каждое направление, однако, принимает и уважает другие традиции и любого рода конфликты случаются крайне редко. Среди последователей индуизма существует сильная вера в то, что есть много путей, ведущих к Единому Богу или Источнику, независимо от того, каким именем Его называют.
В каждом из направлений индуизма, установившаяся философская школа называется сампрадаей, а традиционная цепь ученической преемственности каждой сампрадаи носит название парампары.
Присутствие различных направлений и школ в индуизме не должно рассматриваться как схизма. Совсем наоборот, между разными направлениями индуизма не существует вражды или противостояния. Между ними преобладает здоровый обмен идей и философское обсуждение, которые служили и служат для оттачивания философии каждой школы.
По оценке Джонсона и Грима, традиция вайшнавизма является самой крупной, насчитывающей около 641 миллиона или 67,6% индуистов, за ней следуют шиваизм с 252 миллионами или 26,6%, шактизм с 30 миллионами или 3,2% и другие традиции, включая неоиндуизм и реформистский индуизм с 25 миллионами или 2,6%.
Напротив, по мнению Джонса и Райана, шиваизм является крупнейшей традицией индуизма.

## Вишнуизм (вайшнавизм)

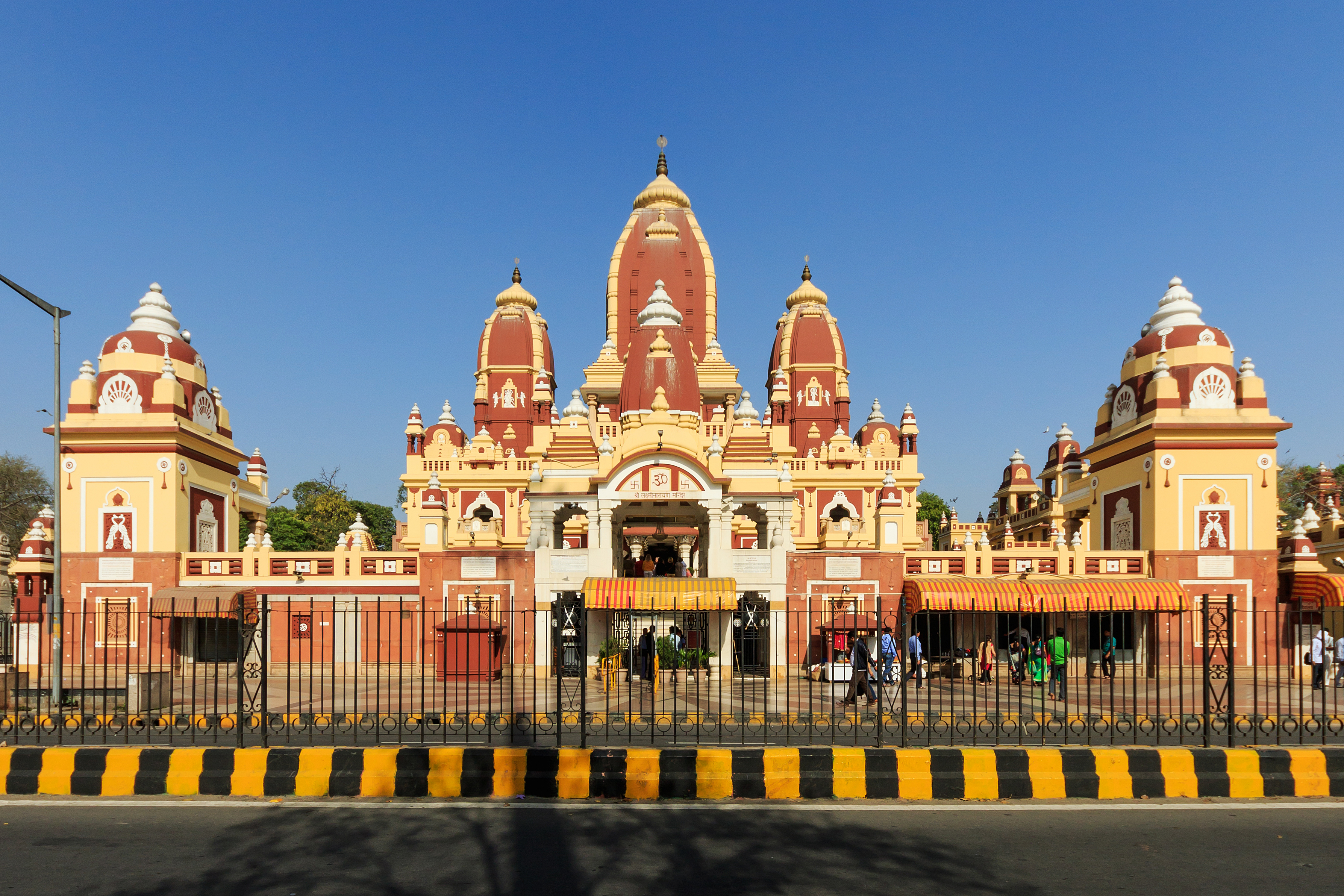
Бирла-мандир — один из самых знаменитых вайшнавских храмов в Индии.

Последователи монотеистической традиции вишнуизма, которых называют вайшнавами, поклоняются Вишну и его аватарам (в основном Кришне и Раме) как различным формам, или ипостасям, Бога. Вайшнавизм является самым крупным течением в индуизме — примерно 70 % от общего числа индуистов (около 700 млн человек) исповедуют эту разновидность индуизма. Как отмечает Г. М. Бонгард-Левин, вайшнавизм возник раньше шиваизма и всегда имел больше последователей.
В вишнуизме существуют четыре основных богословских традиции, называемых сампрадаи. Каждая из сампрадай имеет своего учителя-основателя, называемого ачарьей, и свою собственную философскую систему, в которой даётся толкование взаимоотношений между дживой и Богом.
- Брахма-сампрадая (двайта «дуализм») основоположником был Мадхавачарья. Двайта позднее получила своё дальнейшее развитие в философии ачинтья-бхеда-абхеда «непостижимое единство и различие», которую впервые изложил основоположник гаудия-вайшнавизма Чайтанья.
- Кумара-сампрадая (двайта-адвайта «монизм-дуализм») основоположником был Нимбарка
- Рудра-сампрадая (шуддха-адвайта «чистый монизм») основоположником был Валлабхачарья.
- Шри-сампрадая (вишишта-адвайта «особый монизм») основоположником был Рамануджа

Список существующих вайшнавских традиций, как правило принадлежащих к одной из основных сампрадай:
- Брахма-сампрадая
  - Харидаса[англ.]
  - Гаудия-вайшнавизм
    - Гаудия-Сарасвата-сампрадая
      - Международное общество сознания Кришны

  - Радхаваллабха-сампрадая
  - Сахаджия
    - Баулы
- Кумара-сампрадая
- Рудра-сампрадая
  - Пуштимарга
  - Чаран-даси
- Шри-сампрадая
  - Вадагалаи
    - Мунитрая-сампрадая[англ.]

  - Тенгалаи
    - Манавала Мамунигал сабха

  - Рамананди
    - Бальмики[англ.]
    - Капади[англ.]

  - Кабирпантх
  - Дадупантх
  - Сваминараян
- Варкари
- Маханубхава[англ.]
- Пранами[англ.]
- Экасарана-дхарма[англ.]

## Шиваизм
Последователи шиваизма, называемые шиваитами или шайвами, в основном поклоняются Шиве как имманентной и трансцендентной Верховной Личности Бога. Последователи шиваизма насчитывают более 200 млн.
Шиваизму одновременно присущи монизм и дуализм. Он основывается на йоге, медитации и любви ко всем живым существам. Для шиваитов, Шива одновременно имеет и не имеет формы. Он является верховным и несравненным Танцором, Натараджей. Он — лингам, который не имеет ни начала, ни конца.
Список основных богословских школ (сампрадай) шиваизма:
- Агхори
- Ганапатья
- Капалика
- Каумара
- Кашмирский шиваизм
  - Трика
  - Кубджикамата[англ.]
- Лингаята (Вирашиваизм)
- Натха
  - Инчегири-сампрадая[англ.]
- Пашупата
- Шайва-сиддханта

## Шактизм
Последователи шактизма поклоняются Божественной Матери Шакти в одной из её многочисленных форм, таких как Кали, Дурга, Лакшми, Сарасвати и др.
Шактизм является одним из самых древних направлений индуизма. Свидетельства о существовании шактизма относятся ещё ко временам Хараппской цивилизации. В том, что касается описаний Шивы и Шакти/Сати/Парвати, шиваизм и шактизм неотделимы друг от друга. Вайшнавизм также имеет определённую связь с шактизмом — богиню Дургу там называют Нараяни.
По сравнению с шиваитами и вайшнавами, шакты отличаются либеральными взглядами на поклонение и обычно отождествляют себя не как шакт, а как индусов в общем. Шактизм распространён по всей Индии, но особенно сильно развит в таких штатах, как Западная Бенгалия, Ассам, Орисса и Бихар. Поклонение Дурге также достаточно широко распространено в Махараштре и Гуджарате, где регулярно проводятся ритуалы и праздники, посвящённые Деви.
Основными центрами шактизма в Индии являются Шакти-питы — святые места паломничества в шактизме. Всего их насчитывается 51. Их история связана с Шивой, когда он, перенося в великом гневе мёртвое тело Сати, начал совершать танец гнева «тандаву», который он обычно танцует только перед разрушением Вселенной. Видя гнев Шивы, Вишну осознал, что вся сила Шивы исходит от мёртвого тела Сати/Шакти и разрезал её на кусочки своей Сударшана-чакрой, после чего гнев Шивы исчез. Тело Сати было разрезано на 51 кусок, каждый из которых упал на землю в определённом месте — каждое из этих мест превратилось в одну из Шакти-пит. Самыми знаменитыми из них являются Калигхат-мандир в Калькутте,
Камакхья-мандир в Ассаме, и храм Вайшнав-деви в Джамму.
В понимании последователей шактизма, все являются детьми Богини-Матери, желанием которой является то, чтобы все её чада жили в гармонии и согласии. Некоторые ведущие индийские философы, такие как Рамакришна и Вивекананда, были шактами.
Основными праздниками для шакт являются Дуссера/Дурга-пуджа, Дивали/Кали-пуджа/Лакшми-пуджа, Сатьянараяна-пуджа, Ганеша-пуджа, Сарасвати-пуджа, Картик-пуджа, Джанмаштами, Шиваратри, Санкранти и др. Шакты, в отличие от вайшнавов, никогда не отказываются поклоняться той или иной форме Бога. Шактизм обладает богатой и разнообразной философией и ритуальными практиками, к которым относятся мантра и тантра. Некоторые обряды в индуизме, такие как нанесение синдура и бинди, также как и традиционный наряд невесты, происходит от концепции богини Дурги и Лакшми.
Шактизм рассматривается рядом учёных как самая древняя форма индуизма. В поздних формах шактизм в основном базируется на таких Пуранах, как «Дурга-пурана», «Калика-пурана» и «Сканда-пурана». Другими важными текстами, которые изучают и почитают все последователи традиции шактизма, являются «Рамаяна», «Махабхарата» и «Бхагавад-гита». Обычным для последователей шактизма является также поклонение Кришне и Шиве, которым шакты часто совершают пуджу в храмах и на дому. Раме поклоняются как аватаре Нараяны. Шакты считают, что Рама также был поклонником Шакти. Согласно преданию, начало празднования Дурга-пуджи в Бенгалии положил сам Рама.
Основные течения шактизма это:
- Шри-кула
- Кали-кула

## Смартизм

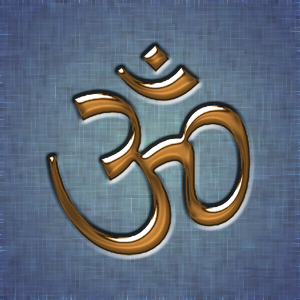
«Ом»

Последователи смартизма имеют полную свободу выбора в отношении того, какому деве или форме Бога им поклоняться. Характерной чертой смартизма является поклонение пяти богам (панча-упасана) или панча-девата как личностным формам безличного Абсолюта, Брахмана. Смарты принимают и поклоняются шести проявлениям Бога:
- Ганеша
- Шива
- Шакти
- Вишну
- Сурья
- Сканда

Какой из форм Бога поклоняться — личный выбор каждого последователя смартизма, ибо все различные проявления Бога рассматриваются как совершенно одинаковые. Традиция смарты представляет собой либеральное и эклектическое направление индуизма.
Именно смартизм до конца XX века являлся преобладающей формой индуизма на Западе — верования смарты включают в себя адвайту, и первым индусом, который вложил заметный вклад в проповедь индуизма на Западе, был последователь адвайты Свами Вивекананда. Только во второй половине XX века, такие гуру как Бхактиведанта Свами Прабхупада, и другие, принесли на Запад также и вайшнавизм. В отличие от традиций смарты и адвайты, вайшнавизм и шиваизм следуют концепции Единого Бога — либо панентеистического монотеизма, либо панентеистического монизма.

## Агама дхарма (Агама Тиртха)
Самое малочисленное на сегодняшний день течение в индуизме до XVI века было широко распространено на острове Ява и других островах Меланезийского архипелага. Позднее абсолютное большинство последователей этого направления в индуизме обратилось в ислам, а полностью индуистскими остались лишь острова провинции Бали. На остальных островах Индонезии индуизм исповедуется населением отдельных деревень. Богословски, из основных направлений индуизма, эта традиция наиболее близка шиваизму.
Термин «агама дхарма» используется также по отношению к традиционным практикам на островах Калимантан, Суматра, Сулавеси и других местах Индонезии, где люди стали определять и принимать свои агамы как индуизм.